# Homalosciadium homalocarpum
Homalosciadium homalocarpum är en växtart som är ensam art i släktet Homalosciadium i familjen flockblommiga växter.
Arten förekommer i sydvästra Western Australia. Den beskrevs först som Hydrocotyle homalocarpa av Ferdinand von Mueller 1861, och fick sitt nu gällande namn av Hansjörg Eichler 1963.